# Stenbergsmo
Stenbergsmo är ett naturreservat i Högsby kommun i Kalmar län.
Området är naturskyddat sedan 2007 och är 30 hektar stort. Reservatet kärnomrde utgörs av äldre urskogsartad barrblandskog, utanfö detta område återfinns tallskog.